# Apium nodiflorum
Apium nodiflorum — багаторічна рослина родини окружкових. Видова назва перекладається як лат. nodiflorum «квіти у вузлах».

## Опис

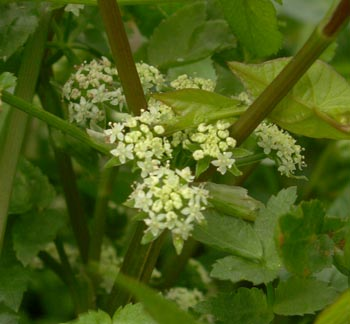
Суцвіття

Багаторічна трав'яниста рослина, гола. Стебла до 100 см заввишки, прямостоячі або притиснуті, запах при розтиранні ароматний. Пірчасті листки складаються з 7-13 (інколи 15) листочків, форма яких міниться від ланцетної до яйцеподібної. Суцвіття — складні зонтики яйцювато-ланцетні. Квітки білі. Цвіте з квітня по липень. Запилюється комахами, можливе самозапилення.

## Поширення
Європа, Північна Африка, Західна Азія, Макаронезія. Натуралізований в Америці. Населяє канали, заводі, краї потоків, інші вологі місця. Трапляється на висотах до 1200 м над рівнем моря.